# Schwarzwälder Freilichtmuseum Vogtsbauernhof

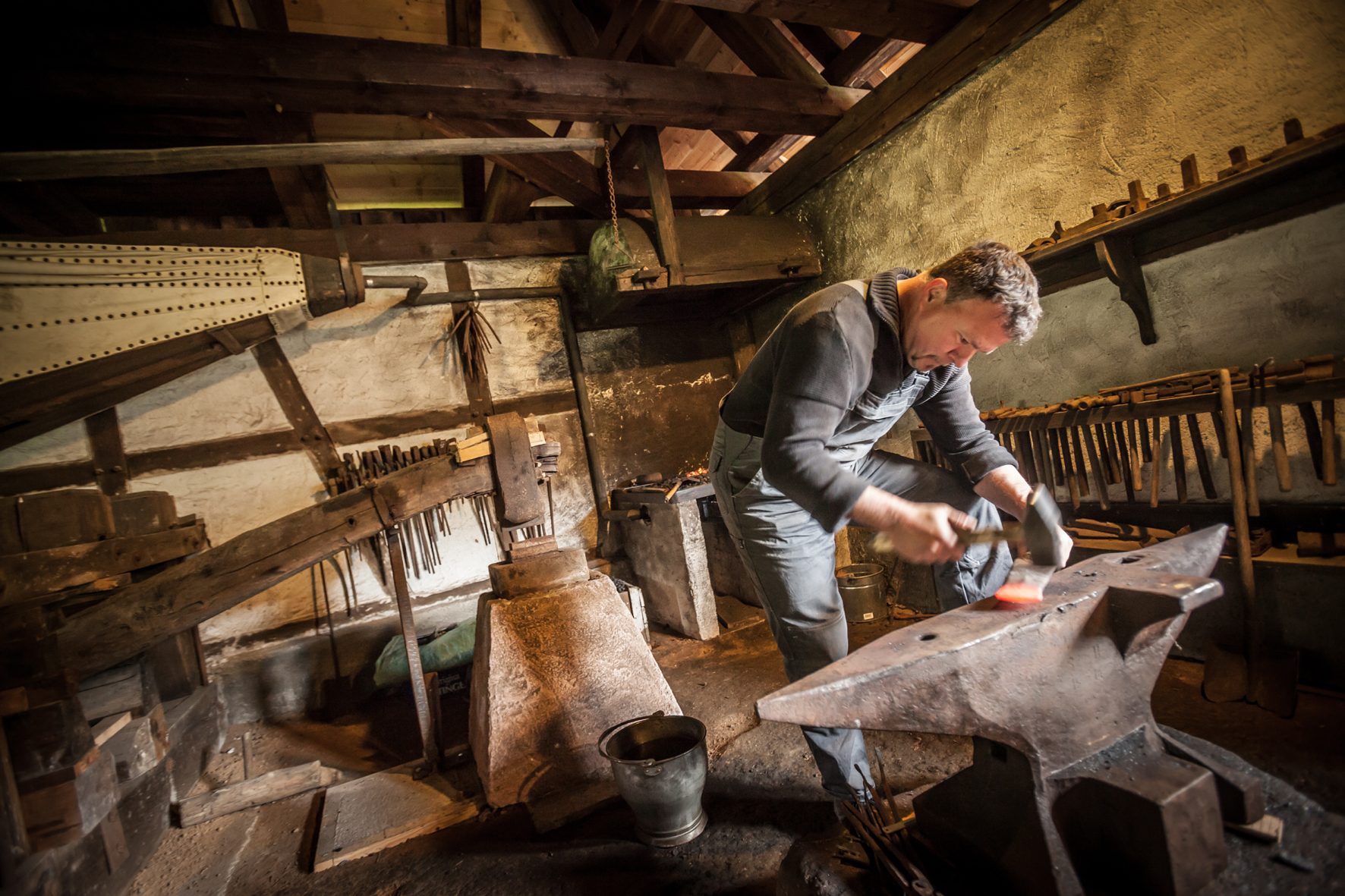
Tägliche Handwerksvorführungen zu traditionellem Handwerk

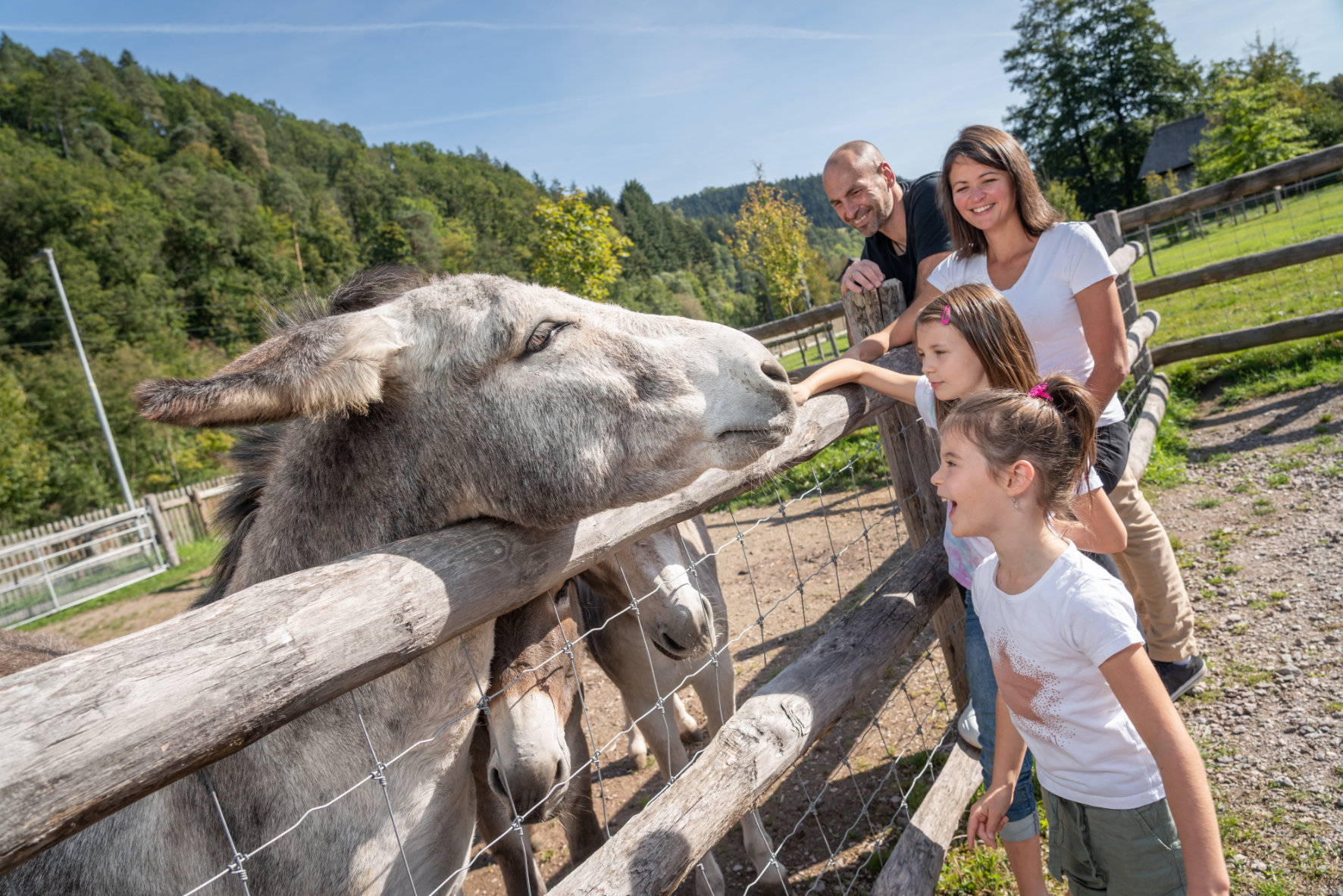
Tiere alter Rassen

Das Schwarzwälder Freilichtmuseum Vogtsbauernhof in Gutach (Schwarzwaldbahn) ist ein 1964 gegründetes Freilichtmuseum in Baden-Württemberg. Es stellt das Leben, Wohnen und Arbeiten der Menschen im Schwarzwald in den letzten Jahrhunderten dar und ist mit durchschnittlich 230.000 Besuchern in der siebenmonatigen Saison eines der besucherstärksten Freilichtmuseen Deutschlands.

## Beschreibung
Das Schwarzwälder Freilichtmuseum Vogtsbauernhof dokumentiert handwerklich-bäuerliche Lebenswelten der verschiedenen Regionen des Schwarzwalds. Die Darstellung unterschiedlicher Zeitebenen veranschaulicht den kultur- und sozialgeschichtlichen Wandel in den letzten Jahrhunderten.
Seinen Namen verdankt das Museum dem 1612 an seiner heutigen Stelle errichteten Vogtsbauernhof. Einer seiner Eigentümer war um 1650 nachweislich Talvogt im klimatisch begünstigten Gutachtal. Mit der Eröffnung des Museums im Jahr 1964 avancierte der strohgedeckte Vogtsbauernhof zum Inbegriff des Schwarzwaldhauses. Er war, zunächst noch als „Kreiseigener Denkmalshof“ bezeichnet, das erste Gebäude im ersten Freilichtmuseum in Baden-Württemberg.
Im Zuge der Umwandlung in ein Museum war der Hof samt seinem Back- und Brennhäusle umfangreich saniert worden. Um die Ensemblewirkung eines geschlossenen Hofgutes zu erzielen, wurde das Hauptgebäude zudem mit mehreren Nebengebäuden – einem Speicher, einer Kornmühle, einem Sägewerk – ergänzt, die das Handwerkerteam um Hermann Schilli in verschiedenen Ortschaften der Region abgebaut und in Gutach wiedererrichtet hatte. Anders als in anderen Freilichtmuseen hatte man in Gutach somit nicht etwa versucht, eine Dorfanlage zu rekonstruieren, sondern die typische Siedlungsweise des Schwarzwalds ins Blickfeld genommen: Den einsam, inmitten seiner Gemarkung stehende Einzelhof samt Nebengebäuden.
In den folgenden Jahren konnten in rascher Folge mehrere Gebäude auf das Gelände versetzt und zu Hofanlagen zusammengefügt werden. Der Museumsrundgang verbindet Hausensembles, die jeweils typisch oder repräsentativ für eine der verschiedenen Regionen des Schwarzwalds stehen und insgesamt eine vergleichende Darstellung der vielfältigen Formen eines Schwarzwaldhauses ergeben.
Teil der ganzheitlichen Darstellung sind ebenso Schaufelder mit historischen Getreidesorten und zahlreiche Gärten sowie vor allem zum Teil bewirtschaftete Ställe mit einem großen Viehbestand an alten Haustierrassen. Für ein lebendiges Museumsgeschehen sorgen zudem Handwerksvorführungen und Landfrauentage sowie ein umfangreiches Veranstaltungsprogramm, das außer Thementagen, Brauchtumsvorführungen und Festen auch Sonderführungen und Vorträgen beinhaltet.

## Geschichte des Museums

### Erste Ausbauphase 1964 bis 1981
Der Museumsgründer Hermann Schilli war Leiter der Freiburger Zimmermannschule und nach seiner Pensionierung im Jahr 1960 ehrenamtlicher Denkmalpfleger für den Regierungsbezirk Südbaden. Im Jahr 1961 empfahl er dem damaligen Kreis Wolfach den käuflichen Erwerb des Vogtsbauernhofs zum dauerhaften Erhalt als Museum.
Der in Gutach stehende Hof, eine am Hang ausgerichtete Holzkonstruktion mit Halbwalmdach und einem gemauerten Steinkern, war, wie spätere dendrochronologische Untersuchungen ergaben, 1612 erbaut worden. Im milden Klima des Gutachtals setzten die Bauern in damaliger Zeit vorwiegend auf eine Mischform aus Wald- und Viehwirtschaft. Während auch Obstanbau durchweg verbreitet war, wurde Ackerbau lediglich zum Eigenbedarf betrieben. Der auf diese Wirtschaftsweise abgestimmte Vogtsbauernhof wurde zum Namenspatron und zur Keimzelle des 1964 eröffneten Freilichtmuseums, das Schilli in erster Linie als Rettungsinsel für bedrohte Bauernhäuser sah.
Als herausragende Beispiele dieser spezifischen Baukultur kamen in den Jahren ab 1965 neben zahlreichen Ökonomie- und Funktionsgebäuden der Hippenseppenhof aus Furtwangen-Katzensteig sowie der Lorenzenhof aus Oberwolfach ins Gutachtal. Die bedeutendste Phase der baulichen Entwicklung des Freilichtmuseums war mit dem Tod Schillis im Jahr 1981 abgeschlossen. In seinen letzten Jahren hatte er noch die Rekonstruktion zweier Gebäude aus dem Südschwarzwald – das Hotzenwaldhaus und das Schauinslandhaus – abgeschlossen.

### Zweite Ausbauphase 1981 bis 2002
Schillis Nachfolger Dieter Kauß, von Haus aus Historiker und Theologe, übernahm 1981 zusätzlich zu seinem Amt als Archivar des Ortenaukreises die wissenschaftliche Leitung des Museums. Bis zum Ende seiner Amtszeit im Jahre 2002 verstand es Kauß als seine Hauptaufgabe, die von Schilli übernommenen Hausbestände durch die Erforschung der bis dahin nicht dokumentierten Bewohnergeschichte zu ergänzen. Schilli hatte die Häuser nach seiner Maxime – pars pro toto – von allen individuellen Lebensspuren bereinigt und idealtypische Bauernhäuser mit ausgesucht ästhetischen Bauernmöbeln aufgebaut. Kauß definierte die zeitlich diffuse Gegenwelt zur Gegenwart, indem er die Geschichte der einstmaligen Hofbewohner zum Teil bis zurück ins 15. Jahrhundert zurückverfolgte und in dem Werk mit dem Titel Schwarzwälder Kulturgeschichte – die Geschichte der Bauernhöfe im Schwarzwälder Freilichtmuseum Vogtsbauernhof veröffentlichte. An der Präsentation des bestehenden Hausbestands änderte Kauß nichts, da er die Ergebnisse Schillis erklärtermaßen als gewollt und in ihre Zeit auch passend ansah.
In der Ära von Dieter Kauß wurden dagegen Entwicklungen angestoßen, mit denen das Museum zur anderswo bereits geübten Museumspraxis aufschloss. Ein Viehbestand wurde aufgebaut, Gärten- sowie Schaufelder wurden angelegt und vor allem konnten in einer intensiven Bauphase zwei weitere Gebäude in den musealen Hausbestand aufgenommen werden, die in der Geschichte des Museums wichtige Wegmarken sind. Der Falkenhof aus dem im Dreisamtal liegenden Buchenbach bot mit seinen gewaltigen Ausmaßen ideale räumliche Voraussetzungen für museumspädagogische Aktionen und kulturelle Veranstaltungen. Das Tagelöhnerhaus aus Oberprechtal schließlich konnte als erstes Museumsgebäude im Schlusszustand transloziert werden. Zudem bot es im Ensemble der Museumshäuser den sozialhistorisch lange benötigen Kontrast zu den mächtigen Eindachhöfen, die zwangsläufig den Eindruck vermitteln, der Schwarzwald sei immer und ausschließlich eine Landschaft von reichen Bauernfürsten gewesen.

### Dritte Ausbauphase ab 2007
Mit einer strukturell neu aufgestellten Museumsleitung mit Margit Langer als Geschäftsführerin und Thomas Hafen als wissenschaftlichem Leiter ging das Museum ab 2007 in seine dritte Ausbauphase. Zunächst erfolgte in einer systemischen Erweiterung nach innen der Aufbau von Ausstellungen in bislang ungenutzten Räumen sowie die Verbesserung der Infrastruktur zur Stabilisierung und Konsolidierung auf dem Kultur- und Freizeitmarkt. Nachdem das Museumsgelände durch rund 2 ha zusammenhängender Fläche Richtung Norden vergrößert werden konnte, wurde im Jahr 2018 das erste Gebäude aus dem Nordschwarzwald in das Freilichtmuseum transloziert. Das urkundlich erstmals 1379 erwähnte Schlössle aus Wildberg-Effringen, Kreis Calw, ist nicht nur das älteste Gebäude auf dem Museumsgelände in Gutach, sondern auch das älteste Gebäude in einem baden-württembergischen Freilichtmuseum wie überhaupt eines der ältesten Häuser, die in einem deutschen Freilichtmuseum zu sehen sind. Das weitgehend massiv gemauerte Buntsandsteingebäude war als ehemals herrschaftliches Anwesen nach Jahren des Leerstands im Laufe des 19. Jahrhunderts zum Bauernhaus umgebaut und bis ins Jahr 1972 als privates Wohnhaus genutzt worden. Mithilfe von Berichten und Fotoalben der letzten Bewohnerfamilie konnte das Gebäude annähernd in dem Zustand wiedereingerichtet werden, in dem es 1972 verlassen worden war. Analog zur Wohnung aus den 1980er-Jahren, die im 2017 neueröffneten Hermann-Schilli-Haus zu sehen ist, erreicht das Museum mit den 1970er-Jahren eine weitere Zeitebene, die unmittelbar an die Gegenwart heranreicht und damit den Erfahrungshorizont der heutigen Besuchergeneration berührt.
Mit dem Schlössle von Effringen, das mit einem rekonstruierten Scheunenbau wiederum als Ensemble zu sehen ist, erfährt das Aufbauprinzip des Museums seine konsequente Weiterführung. Entsprechend der kulturgeographischen Dreiteilung des Schwarzwalds und in übereinstimmenden Himmelseinrichtungen verfolgt das Museum weiter das Ziel, Haustypen aus dem gesamten Schwarzwald zu präsentieren. Zur südlichen Schleife, die Gebäude aus dem Südschwarzwald umfasst, und zusätzlich zur mittleren Schleife, in der um den Vogtsbauernhof die Häuser aus dem mittleren Schwarzwald gruppiert sind, ist mit der eröffneten Nordschleife der Fokus für künftige Projekte in die Landschaften der nördlichen Schwarzwaldregionen gerichtet.
Im Juli 2023 kam die jüngste Erweiterung in das Freilichtmuseum dazu: Das Ortenauhaus.

## Lage des Museums

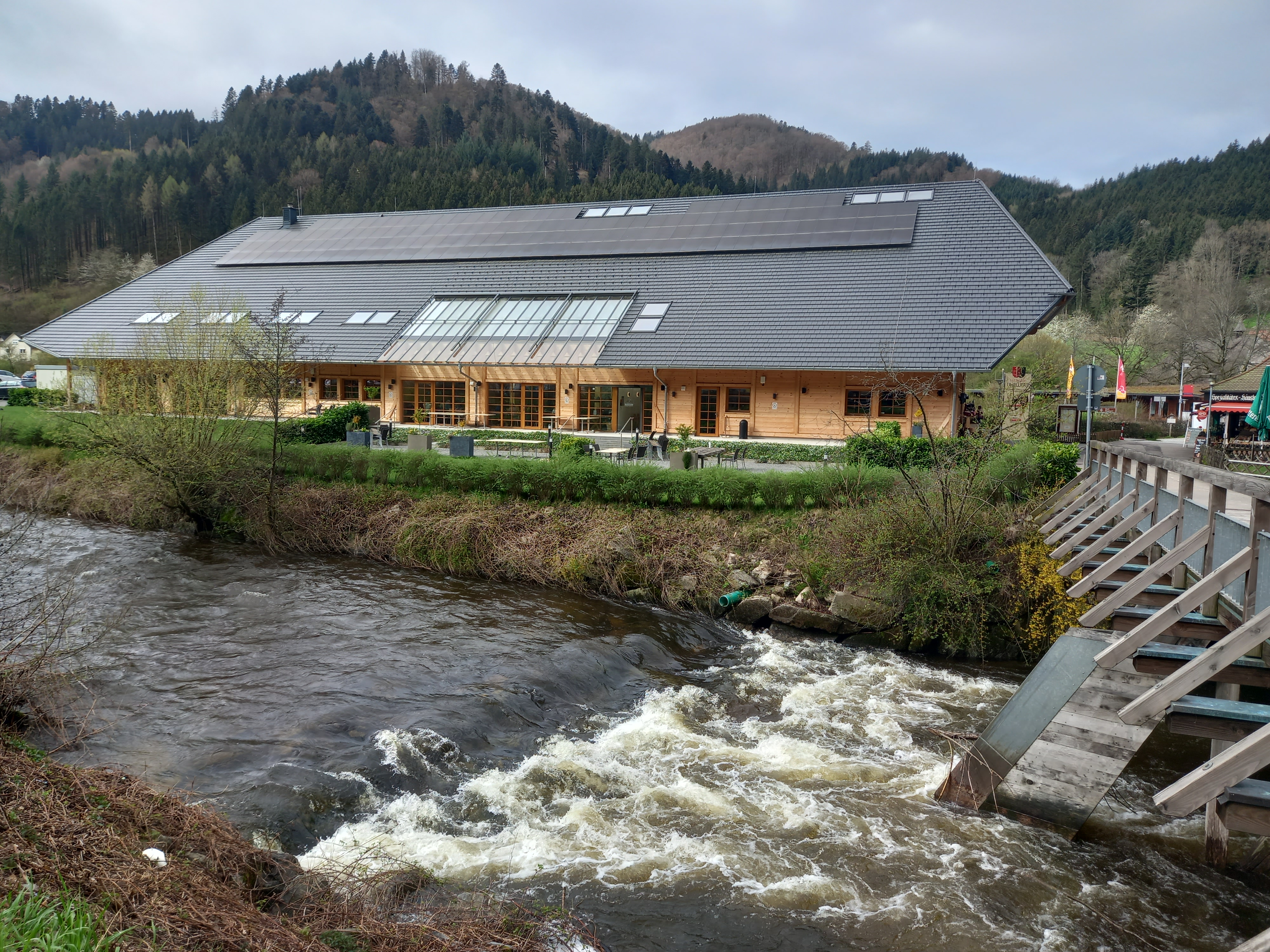
Brücke über die Gutach auf dem Weg zum Eingang des Freilichtmuseums (hinter den Fahnen im Hintergrund). Hinter der Brücke liegen das Erlebnisdorf Uhrwerk und die Unterführung unter der Bahn.

Das Museum liegt im mittleren Schwarzwald in der Gemeinde Gutach (Schwarzwaldbahn) im Ortenaukreis. Das Museum liegt direkt an der B 33 zwischen Offenburg und Villingen-Schwenningen sowie an der Schwarzwaldbahn. 2014 wurde neben dem Museumsgelände der Haltepunkt Gutach-Freilichtmuseum eröffnet. Während der Öffnungszeiten des Museums halten dort die Züge der Linie RS 11 Hausach - Hornberg der Regio S-Bahn Ortenau täglich im Stundentakt.